# 影子分页
影子分页（shadow paging）是一种计算机数据库技术，以实现原子性与持久性。页面在这里指物理存储的单元，可能是在硬盘或内存中，典型为64 KiB。
影子分页是一种写时复制技术，以避免原地修改页面。当一个页面将被修改，一个影子页面被分配。由于影子页面没有被别的地方引用，可以自由修改，不必顾虑一致性。当影子页面变得可以持久，所有引用原页面的地方都被修改为引用影子页面。由于影子页面直到修改完毕才被激活，这保证了原子性。 